# Eron Bezerra
Eronildo Braga Bezerra, ou simplesmente Eron Bezerra (Boca do Acre, 9 de fevereiro de 1953) é um engenheiro e político brasileiro filiado ao Partido Comunista do Brasil (PCdoB) e com base eleitoral no estado do Amazonas.

## Biografia
Eron Bezerra é engenheiro agrônomo, doutor em Ciências do Ambiente e Sustentabilidade na Amazônia, professor da Universidade Federal do Amazonas (UFAM) e diretor do Centro de Ciências do Ambiente (CCA). É casado com Vanessa Grazziotin, também política, ex-senadora pelo Amazonas.
Em 1991, foi eleito deputado estadual no Amazonas, iniciando uma trajetória parlamentar de destaque. Foi reeleito por cinco mandatos consecutivos, permanecendo na Assembleia Legislativa do Estado até 2010. Paralelamente à atuação legislativa, foi secretário de Estado da Produção Rural (SEPROR) em dois períodos: de 2007 a 2010 e de 2011 a 2013.
Assumiu o mandato de deputado federal como suplente por duas vezes: a primeira, entre 10 e 25 de janeiro de 2013, durante a Legislatura 2011–2015. No mesmo mês, licenciou-se do cargo para voltar à SEPROR, onde permaneceu até 2014. A segunda vez foi na Legislatura 2015–2019, de 24 de outubro a 31 de dezembro de 2018.
Em 2015, assumiu cargos no Ministério da Ciência, Tecnologia e Inovação (MCTI), à frente da Secretaria de Ciência e Tecnologia para Inclusão Social (SECIS) e, posteriormente, da Secretaria de Desenvolvimento Tecnológico e Inovação (SETEC).
Em 2016, foi lançado como pré-candidato do PCdoB à prefeitura de Manaus, com o anúncio feito em 9 de junho. No entanto, em 29 de julho, o partido divulgou nota informando a retirada da pré-candidatura. No lugar, passou a apoiar a candidatura de José Ricardo (PT), anunciada oficialmente durante convenção realizada em 30 de julho.
Em 2023, seu nome chegou a ser cogitado para assumir a recém-criada Subsecretaria de Ciência e Tecnologia para a Amazônia, no âmbito do MCTI, mas a função acabou sendo ocupada pela reitora da UFAM, professora doutora Tanara Lauschner. No mesmo ano, foi nomeado pela ministra Luciana Santos como presidente da Comissão de Busca responsável por subsidiar a escolha do novo diretor do Instituto Nacional de Pesquisas da Amazônia (Inpa).

Em 2024, Eron Bezerra voltou ao centro do debate político ao se lançar como pré-candidato à prefeitura de Manaus pelo PCdoB. No entanto, em 9 de julho, divulgou nota à imprensa declarando sua discordância com a decisão da Federação Brasil da Esperança (formada por PCdoB, PT e PV), que escolheu o petista Marcelo Ramos como candidato a prefeito.